# Wereldkampioenschappen kunstschaatsen 1908
De Wereldkampioenschappen kunstschaatsen 1908 werden gevormd door drie toernooien die door de Internationale Schaatsunie werden georganiseerd.
Voor de mannen was het de dertiende editie. Voor de vrouwen de derde editie. Beide kampioenschappen vonden plaats op 25 en 26 januari in Troppau, destijds onderdeel van Oostenrijk-Hongarije, thans Tsjechië. Troppau was voor het eerst gaststad voor een WK.
De paren streden voor het eerst om de wereldtitel. Hun kampioenschap vond drie weken later plaats op 16 februari in Sint-Petersburg in het tsaristisch Rusland. Sint-Petersburg was in 1896 en 1903 gaststad voor het mannentoernooi.
De Zweed Ulrich Salchow won voor de zevende keer de wereldtitel. De Hongaarse Lily Kronberger volgde de Britse Madge Syers-Cave op als wereldkampioene bij de vrouwen. Het Duits paar Anna Hübler / Heinrich Burger veroverde de eerste wereldtitel bij de paren.

## Deelname
Bij de mannen waren er drie deelnemers uit twee landen. Bij de vrouwen waren er twee deelneemsters uit twee landen. Bij het paarrijden kwamen er drie paren uit drie landen uit op het kampioenschap. Heinrich Burger was zowel deelnemer in het mannentoernooi als het toernooi bij de paren.
(Tussen haakjes het totale aantal startplaatsen in de drie toernooien.)
| Duitse Keizerrijk (4) Hongarije (1) Keizerrijk Rusland (1) Verenigd Koninkrijk (1) Zweden (1) |

Voor Ulrich Salchow was het zijn tiende deelname.
Gilbert Fuchs nam voor de zevende keer deel. Eerder werd hij wereldkampioen (1896, 1906), tweede (1901), derde (1898, 1907) en in 1903 trok hij zich terug.
Heinrich Burger nam voor de vierde keer deel bij de mannen, in 1904 en 1906 werd hij tweede, in 1907 vijfde.
Voor Lily Kronberger was het haar derde deelname, in 1906 en 1907 werd zij derde.
Ook voor Elsa Rendschmidt was het haar derde deelname, in 1906 en 1907 werd zij vierde.
Voor het Russische paar Fischer/Popova was het hun enige deelname aan het WK.

## Medaille verdeling
| Discipline | Goud                          | Zilver                             | Brons                        |
| ---------- | ----------------------------- | ---------------------------------- | ---------------------------- |
| Mannen     | Ulrich Salchow                | Gilbert Fuchs                      | Heinrich Burger              |
| Vrouwen    | Lily Kronberger               | Elsa Rendschmidt                   |                              |
| Paren      | Anna Hübler / Heinrich Burger | Phyllis Johnson / James H. Johnson | A. L. Fischer / L. P. Popova |

## Uitslagen
| Mannen |                     |                            |    |
| #      | naam (deelname)     | land                       | pc |
| Goud   | Ulrich Salchow (10) | Vlag van Zweden            | 9  |
| Zilver | Gilbert Fuchs (7)   | Vlag van Duitse Keizerrijk | 12 |
| Brons  | Heinrich Burger (4) | Vlag van Duitse Keizerrijk | 21 |

| Vrouwen |                      |                                |    |
| #       | naam (deelname)      | land                           | pc |
| Goud    | Lily Kronberger (3)  | Vlag van Hongarije (1896-1915) | 5  |
| Zilver  | Elsa Rendschmidt (3) | Vlag van Duitse Keizerrijk     | 10 |

| Paren  |                                  |                              |      |
| #      | naam (deelname)                  | land                         | pc   |
| Goud   | Anna Hübler Heinrich Burger (4)  | Vlag van Duitse Keizerrijk   | 5    |
| Zilver | Phyllis Johnson James H. Johnson | Vlag van Verenigd Koninkrijk | 11.5 |
| Brons  | A. L. Fischer L. P. Popova       | Vlag van Rusland             | 13.5 |

Medaillewinnaars

Mannen · 
Vrouwen ·
Paren · 
IJsdansen

 Toernooi

1896 · 
1897 · 
1898 · 
1899 · 
1900 · 
1901 · 
1902 · 
1903 · 
1904 · 
1905 · 
1906 · 
1907 · 
1908 · 
1909 · 
1910 · 
1911 · 
1912 · 
1913 · 
1914 · 
1915-1921 · 
1922 · 
1923 · 
1924 · 
1925 · 
1926 · 
1927 · 
1928 · 
1929 · 
1930 · 
1931 · 
1932 · 
1933 · 
1934 · 
1935 · 
1936 · 
1937 · 
1938 · 
1939 ·
1940-1946 · 
1947 · 
1948 · 
1949 · 
1950 · 
1951 · 
1952 · 
1953 · 
1954 · 
1955 · 
1956 · 
1957 · 
1958 · 
1959 · 
1960 · 
1961 · 
1962 · 
1963 · 
1964 · 
1965 · 
1966 · 
1967 · 
1968 · 
1969 · 
1970 · 
1971 · 
1972 · 
1973 · 
1974 · 
1975 · 
1976 · 
1977 · 
1978 · 
1979 · 
1980 · 
1981 · 
1982 · 
1983 · 
1984 · 
1985 · 
1986 · 
1987 · 
1988 · 
1989 · 
1990 · 
1991 · 
1992 · 
1993 · 
1994 · 
1995 ·
1996 · 
1997 · 
1998 · 
1999 · 
2000 · 
2001 · 
2002 · 
2003 · 
2004 · 
2005 · 
2006 ·
2007 ·
2008 ·
2009 ·
2010 ·
2011 ·
2012 ·
2013 ·
2014 ·
2015 ·
2016 ·
2017 ·
2018 ·
2019 · 
2020 · 
2021 ·
2022 ·
2023 ·
2024

 ISU-kampioenschappen

WK kunstschaatsen junioren ·
EK kunstschaatsen ·
Viercontinentenkampioenschap ·
Olympische Spelen